# 후안 데 라 시에르바

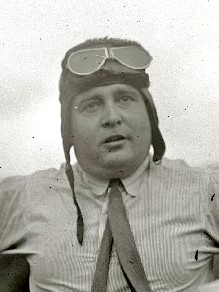

후안 데 라 시에르바(Juan de la Cierva y Codorníu, 1st Count of la Cierva, 1895년 9월 21일 ~ 1936년 12월 9일)는 스페인의 토목 공학자이자 조종사이자 독학한 항공 엔지니어였다. 가장 유명한 업적은 1920년에 아우토지로(Autogiro)라는 회전익 항공기를 발명한 것이다. 아우토지로는 영어로 오토자이로(Autogyro)라고 불리는 싱글로터식  항공기이다. 4년간의 실험 끝에 1923년 데 라 휘에르바는 관절형 로터(articulated rotor)를 개발했으며, 그 결과 C.4 프로토타입을 사용하여 세계 최초로 안정적인 회전익 항공기 비행에 성공했다.